# Famille élargie

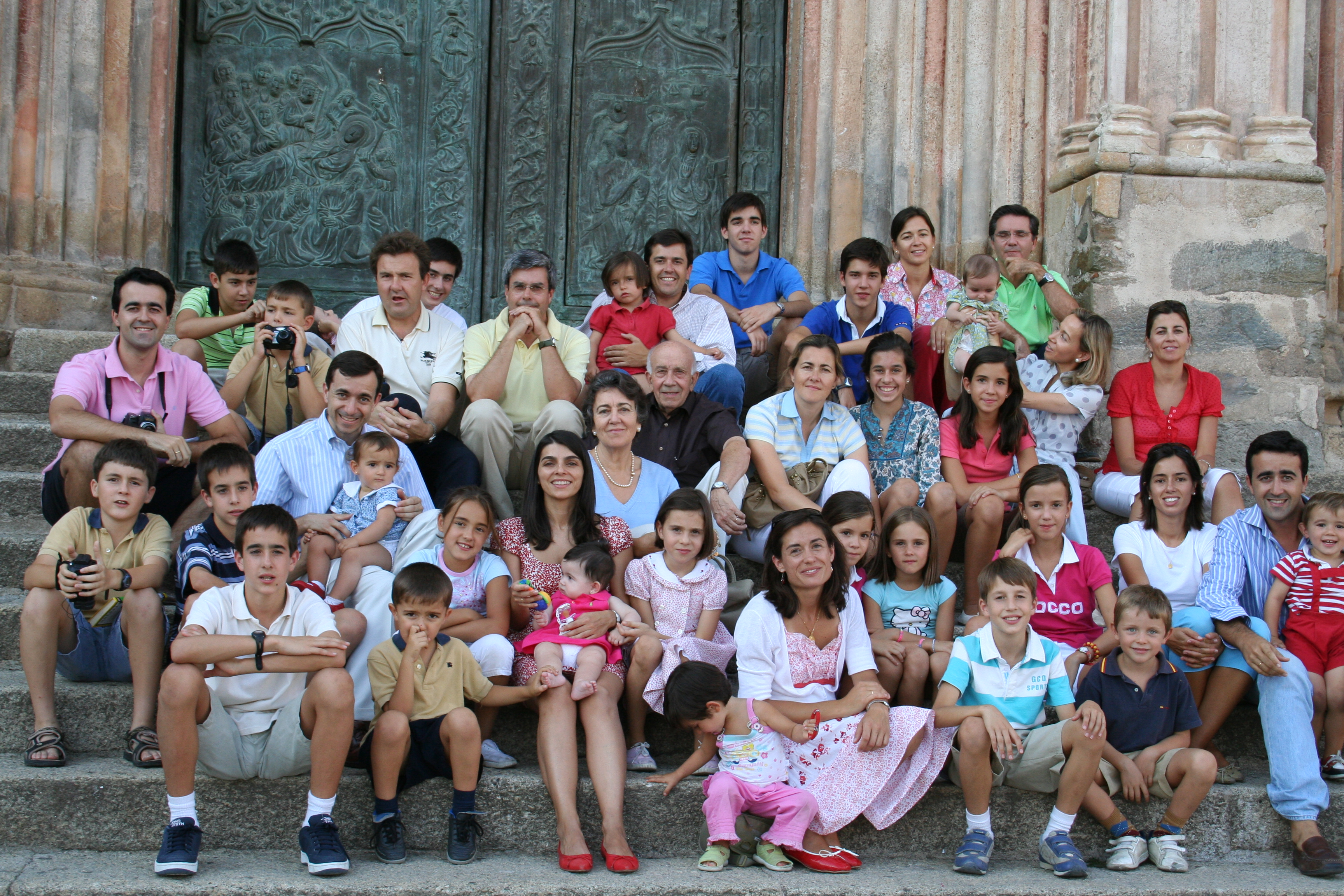
Exemple de famille élargie.

Une famille élargie est un ensemble apparenté de plusieurs personnes vivant dans le même foyer.
Selon l'hypothèse évolutionniste de Frédéric Le Play, la famille nucléaire a succédé à la famille élargie, mais cette hypothèse a été réfutée par des études démographiques. En effet, ces deux formes de structure familiale coexistent depuis toujours.

## La structure familiale de la famille élargie
La famille élargie à une structure relativement vaste, où plusieurs générations et membres de différentes branches familiales cohabitent. Nous pouvons retrouver des familles élargies un peu partout dans le monde, notamment au nord du Québec et en Asie. Ces familles se regroupent dans des espaces communs, comme des maisons partagées ou des communautés villageoises ce qui favorise la communication, l’entraide, et un fort esprit communautaire.
La composition et l’organisation de la famille élargie peut varier selon les cultures. Par exemple, chez les Innus, la famille élargie suit un modèle de structure verticale avec les aînés au sommet, leurs enfants et petits-enfants, et s’étend horizontalement pour intégrer les frères et sœurs adultes, leurs conjoints, leurs enfants, et finalement des cousins. Dans certaines cultures, il y a aussi la possibilité que des amis proches sois considérés comme faisant partie de la famille élargie lorsque ceux-ci participent souvent aux activités familiales. Ce modèle familial favorise les liens intergénérationnels et communautaires pour tous les membres.

## Les rôles familiaux de la famille élargie
Les rôles des membres de la famille élargie dépendent souvent de l’âge, le statut et les traditions culturelles de chacun. À commencer avec les grands-parents, les plus aînés du groupe. Aussi appelé les gardiens des traditions, les grands-parents occupent généralement une place très importante dans la transmission des traditions culturelles, des valeurs et des coutumes liés à leur famille. Ceux-ci peuvent également jouer un rôle de soutien émotionnel, éducatif pour les autres membres de la famille. Ils apprennent les mets traditionnels à leurs petits-enfants par exemple. Ils sont toujours présents pour répondre aux besoins de leurs proches. Par la suite, le rôle des oncles et des tantes est plutôt en lien avec les enfants. Lorsque les parents doivent quitter la famille pour quelque temps, ce sont les tantes et oncles qui assument la responsabilité de s’occuper des enfants. Une femme faisant partie d’une famille élargie a remercié les oncles et les tantes de leur travail : « Mes enfants comprennent leur place dans la hiérarchie de la famille. Merci à la guidance de leur oncles et tantes ». Ils peuvent aussi offrir un soutien émotionnel. Les cousins, quant à eux, sont principalement des partenaires de jeu pour les enfants. Ils n’ont pas exactement de rôle défini mise à part de renforcer les liens familiaux avec des interactions régulières. Finalement, les parents et les enfants forment le noyau central de la famille élargie. Comme dans certains autres types de famille, les parents assurent la responsabilité de l’éducation et du matérielle envers les enfants. Quant aux enfants, ils participent aux tâches domestiques et apprennent à assumer des responsabilités adaptées à leur âge.

## Typologie
Emmanuel Todd distingue plusieurs types de famille élargie :
- la famille souche
- la famille communautaire exogame
- la famille communautaire endogame
- la famille communautaire asymétrique

Un des avantages de la famille élargie est sa cohésion ainsi que la solidarité spontanée et naturelle qui ne laisse pas un individu de la famille livré à lui-même. Toutefois, celle-ci limite la liberté individuelle et réduit la mobilité géographique.
Après avoir été marginalisée dans les pays développés, la famille élargie retrouve de la vigueur due soit aux phénomènes de crise économique soit à la critique idéologique et même religieuse du modèle familial nucléaire dominant auquel peut-être reproché sa fermeture et son individualisme.

## Proximité géographique inter-foyers
Comme en Europe, 16 % de la population nord-américaine habite dans une habitation comprenant trois ou quatre générations - cette estimation était de 49 millions d’américains en 2008 contre 42 millions en 2000. Et 34 % d'entre eux habitent à moins d'un kilomètre de leur enfant. La proximité géographique entre les générations est particulièrement prononcée dans les pays méditerranéens comme l'Espagne et l'Italie.